# 321.
◄ | 3. stoljeće | 4. stoljeće | 5. stoljeće | ►
◄ | 290-ih | 300-ih | 310-ih | 320-ih | 330-ih | 340-ih | 350-ih | ►
◄◄ | ◄ | 318. | 319. | 320. | 321. | 322. | 323. | 324. | ► | ►►
Astronomija • Književnost • Kršćanstvo

## Događaji
- 7. ožujka rimski car Konstantin I. Veliki Konstantinovim ediktom uvodi nedjelju kao građansku instituciju, naređuje njezino svetkovanje, te zabranjuje bilo kakve građanske ili obrtničke poslove u taj dan.[1][2]

## Vanjske poveznice
|  | Zajednički poslužitelj ima još gradiva o temi 321. |